# コルヴェルデ
コルヴェルデ（イタリア語: Colverde）は、イタリア共和国ロンバルディア州コモ県にある、人口約5,400人の基礎自治体（コムーネ）。
2014年2月4日、ドレッツォ、ジローニコ、パレが合併し、新自治体が発足した。

## 地理

### 位置・広がり

#### 隣接コムーネ
隣接するコムーネは以下の通り。括弧内のCH-TIはスイスのティチーノ州所属を示す。
- サン・フェルモ・デッラ・バッターリア (カヴァッラスカ)
- Chiasso (CH-TI)
- ファロッピオ
- ルラーテ・カッチーヴィオ
- モンターノ・ルチーノ
- オルジャーテ・コマスコ
- ウッジャーテ・コン・ロナーゴ
- ヴィッラ・グアルディア

### 地震分類
イタリアの地震リスク階級 (it) では、4 に分類される
。

## 行政

### 分離集落
コルヴェルデには、以下の分離集落（フラツィオーネ）がある。
- Drezzo、Gironico、Parè (capoluogo e sede comunale)